# 恰里夫內 (扎波羅熱州)
47°34′58″N 36°2′11″E / 47.58278°N 36.03639°E
恰里夫內（烏克蘭語：Чарівне）是位於烏克蘭東南部的村莊，由扎波羅熱州波洛希區的胡利亚伊波莱市镇負責管轄。該村始建於1850年，面積1平方公里，海拔高度121米，2001年人口126，人口密度每平方公里126人。